# 王彥威 (唐朝)
王彥威（?—?），字子美，北海郡剧县人，王猛后裔。
少年孤貧。元和年間中明經科，補太常寺檢討官。文宗時升遷為弘文館學士、歷官諫議大夫，史館修撰。李宗閔很看重他，授青州刺史，後擔任平盧軍節度使。開成元年，拜戶部侍郎，判度支。終官宣武節度使。
王彦威领导度支期间，曾统计过当时（文宗时）赋税情况，作《供軍圖》上呈。当时的岁入约三千五百餘萬（贯），三分之一上贡，三分之二供军。而当时唐朝廷的兵员有九十九万，除去地方州、节度使自己留用的供军钱，朝廷度支须供养约四十万兵员。